# Бактероиды (форма)

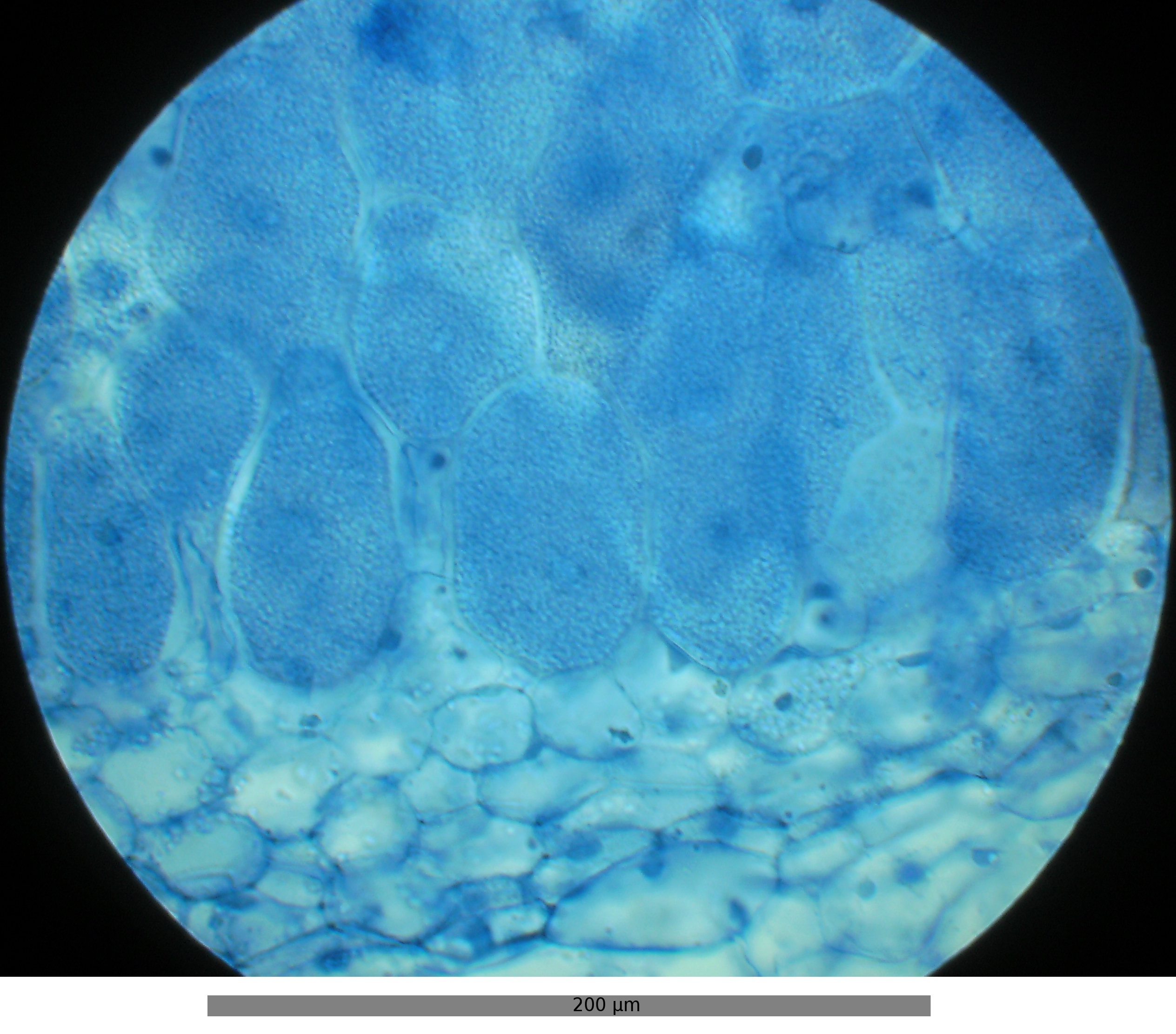
Поперечный срез корневого клубенька Вика (растение)|вики (Vicia). Бактероиды — маленькие тёмные сферы между клетками ткани растения.

Бактеро́иды — особая покоящаяся форма, имеющаяся у бактерий порядка Rhizobiales. Бактероиды образуются в корневых клубеньках растений семейства Бобовые (Fabaceae). Они представляют собой крупные (в 10—40 раз крупнее обычных) клетки неправильной формы, нередко разветвлённые. В клубеньках, содержащих бактероиды, имеется пигмент легоглобин, близкий к гемоглобину. По-видимому, ему клубеньки обязаны способностью фиксировать азот. Именно на стадии бактероида бактерии обладают наибольшей азотфиксирующей активностью.
Возникновение бактероидов связано с жизненным циклом клубеньковых бактерий и имеет место у многих видов из порядка Rhizobiales.